# Tzadik
Tzadik ist ein US-amerikanisches Musiklabel mit Sitz in New York City. Es wurde 1995 von John Zorn gegründet und hat sich auf Musik der Avantgarde und der experimentellen Musik spezialisiert. Darüber hinaus finden sich unter den über 400 Tzadik-Alben viele andere Stilrichtungen, die auch freie Improvisation, Jazz, Noise, Klezmer, Rockmusik, Soundtracks oder Hardcore Punk umfassen.

## Bedeutung des Namens
Zaddik ist der achtzehnte Buchstabe des Alephbeth und ist im Tzadik-Logo zu sehen. Weiters ist ein Zaddik (hebr.: fromm, gerecht) im Judentum eine rechtschaffene Person.

## Tzadik Platten-Serien
Tzadik hat sich einerseits genre-übergreifend um das Werk von Musikern wie Mike Patton, Derek Bailey, Wadada Leo Smith, Marc Ribot, Ikue Mori, Otomo Yoshihide, Tim Sparks, Buckethead und Bands wie Merzbow, Ground Zero, Guerilla Toss, Witch 'n' Monk oder Zorns Masada bemüht. Daneben sind aber auch etablierte Komponisten wie Maryanne Amacher, Earle Brown, Gordon Mumma oder Luc Ferrari und jüngere Komponisten wie Eyvind Kang oder Sylvie Courvoisier im Katalog repräsentiert. Die folgenden Reihen werden bedient:
- Radical Jewish Culture
- New Japan
- Spotlight
- Key
- Spectrum
- Oracles
- Lunatic Fringe
- Composer Series
- Film Music
- Archival Series

Daneben werden auch Bücher und DVDs verlegt.